# حماسه تانیای شیطانی: فیلم
حماسه تانیای شیطانی: فیلم (ژاپنی: 劇場版 幼女戦記 هپبورن: Gekijōban Yōjo Senki) فیلمی پویانمایی در ژانر فانتزی اکشن و محصول سال ۲۰۱۹ کشور ژاپن است که با الهام از لایت ناول ژاپنی حماسه تانیای شیطانی به قلم کارلو زِن ساخته شده است، و به عنوان دنباله‌ای بر مجموعه تلویزیونی انیمه محصول سال ۲۰۱۷ در نظر گرفته شده است. این فیلم در تاریخ ۸ فوریه ۲۰۱۹، توسط کادوکاوا دایئی استودیو در ژاپن به نمایش درآمد. صداپیشگان و کارکنان مجموعه انیمه نقش‌های خود را در این فیلم نیز تکرار کردند.

## صداپیشگان
| شخصیت                        | صداپیشه ژاپنی    |
| ---------------------------- | ---------------- |
| تانیا فون دگوره‌چاف           | آئویی یوکی       |
| ویکتوریا ایوانوونا سربریاکوف | سائوری هایامی    |
| متئوس یوهان وایس             | داییکی هامانو    |
| راینار نویمان                | داییچی هایاشی    |
| ویلیبالد کونیگ               | جون کاساما       |
| وورن گرانتز                  | یوسکه کوبایاشی   |
| مری سو                       | هاروکا توماتسو   |
| هانس فون زتور                | هوچو اوتسوکا     |
| کورت فن رودرسدورف            | تشو گندا         |
| اریش فون رِروگن               | شین ایچیرو میکی  |
| آیزاک داستین دریک            | بین بین تاکائوکا |
| پییر میچل د لوگو             | تاکایا هاشی      |
| سورین بینتوت                 | ریوکان کویاناگی  |
| آدلاید فون شوگل              | نوبوئو توبیتا    |